# Osovinski vod
Osovinski vod je dio koji spaja brodski vijak i porivni stroj na brodu.
Osovinski vod služi da zakretni moment kojeg stvara porivni stroj prenese na brodski vijak. Prenošenje momenta treba izvršiti sa što manjim gubitkom energije. Sila koju stvara porivni stroj i odgovarajući moment djeluju okomito na smjer gibanja broda. Stoga je potreban takav strojni element koji će okomitu silu i moment pretvoriti u silu i moment koji djeluju u smjeru gibanja broda, tj. u silu i moment paralelan s gibanjem broda. To je brodski vijak koji ima krila koso položena prema osi broda i proizvodi silu poriva.
Brodski vijak nije moguće direktno spojiti na porivni stroj zbog skučenosti prostora na krmi broda. Osovinski vod mora biti izveden na način da se njemu može pristupiti u bilo kojem trenutku, bilo za vrijeme plovidbe ili u mirovanju.
Kod velikih brodova čiji su porivni strojevi sporohodni, osovina se direktno spaja na stroj, dok kod brodova sa srednjehodnim i brzohodnim porivnim strojevima osovina mora biti spojena na zupčaste prijenose (reduktore). Osovina i osovinski vod smješteni su na krmi broda unutar statvene cijevi.

## Dijelovi osovinskog voda
Osovinski vod sastoji se od: statvene cijevi, osovine brodskog vijka, međuosovine, brodskog vijka (propelera), nosivog ležaja (ležaja međuosovine), prednje i stražnje brtvenice, ležajeva u statvenoj cijevi.
Statvena cijev omogućava izlaz osovinskog voda iz trupa broda i sprječava prodiranje vode u osovinski tunel i strojarnicu. Statvena cijev se proteže od prednje pregrade krmenog pika do kraja krmene statve. Ona je upeta na oba kraja. Statvena cijev se ugrađuje s unutarnje strane broda, odnosno iz strojarnice. Kroz statvenu cijev prolazi osovina na koju je spojen brodski vijak. Statvena cijev sadrži ležajeve u kojima osovina brodskog vijka rotira. Obično se koriste dva ležaja, od kojih je stražnji veći. Odmah do ležajeva nalazi se brtveni sistem koji ima namjenu sprječavanja ulaska morske vode prema unutra, a isto tako i istjecanje ulja za podmazivanje statvene cijevi prema van. Prednji dio statvene cijevi pričvršćen je za pregradu krmenog pika, dok je stražnji dio statvene cijevi pričvršćen na krmi ili krmenu statvu.
Osovina brodskog vijka na svojem stražnjem kraju nosi brodski vijak. Zadatak osovine brodskog vijka je da prenosi zakretni moment porivnog stroja na brodski vijak.
Međuosovina služi kao međuelement za spajanje osovine brodskog vijka s glavnim motorom.
Brodski vijak ima zadaću proizvoditi porivnu silu koja će gurati brod. Brodski vijak na osovini može biti direktno, preko međuosovine, spojen na glavni motor (sporohodni dvotaktni motori) ili može biti spojen preko zupčastih prijenosa na glavni motor (srednjehodni i brzohodni motori). Brodski vijak je sačinjen od krila brodskog vijka koja su zakrenuta u odnosu na os broda, te ona proizvode porivnu silu koja pokreće brod. Brodski vijak može imati krila koja su fiksna (kratica FPP), tj. ne mogu mogu se okretati oko svoje osi, a može imati i prekretljiva krila koja se mogu okretati oko svoje osi (kratica CPP), te se takvi brodski vijci koriste kod brodova koji imaju česte izmjene manevra.
Nosivi ležaj služi da pruzme sile koje nastaju zbog savijanja osovine i međuosovine.
Ležajevi u statvenoj cijevi omogućuju rotiranje osovine brodskog vijka. Oni održavaju osovinu brodskog vijka ravnom tokom vrtnje.